# Ctenodactyloidea

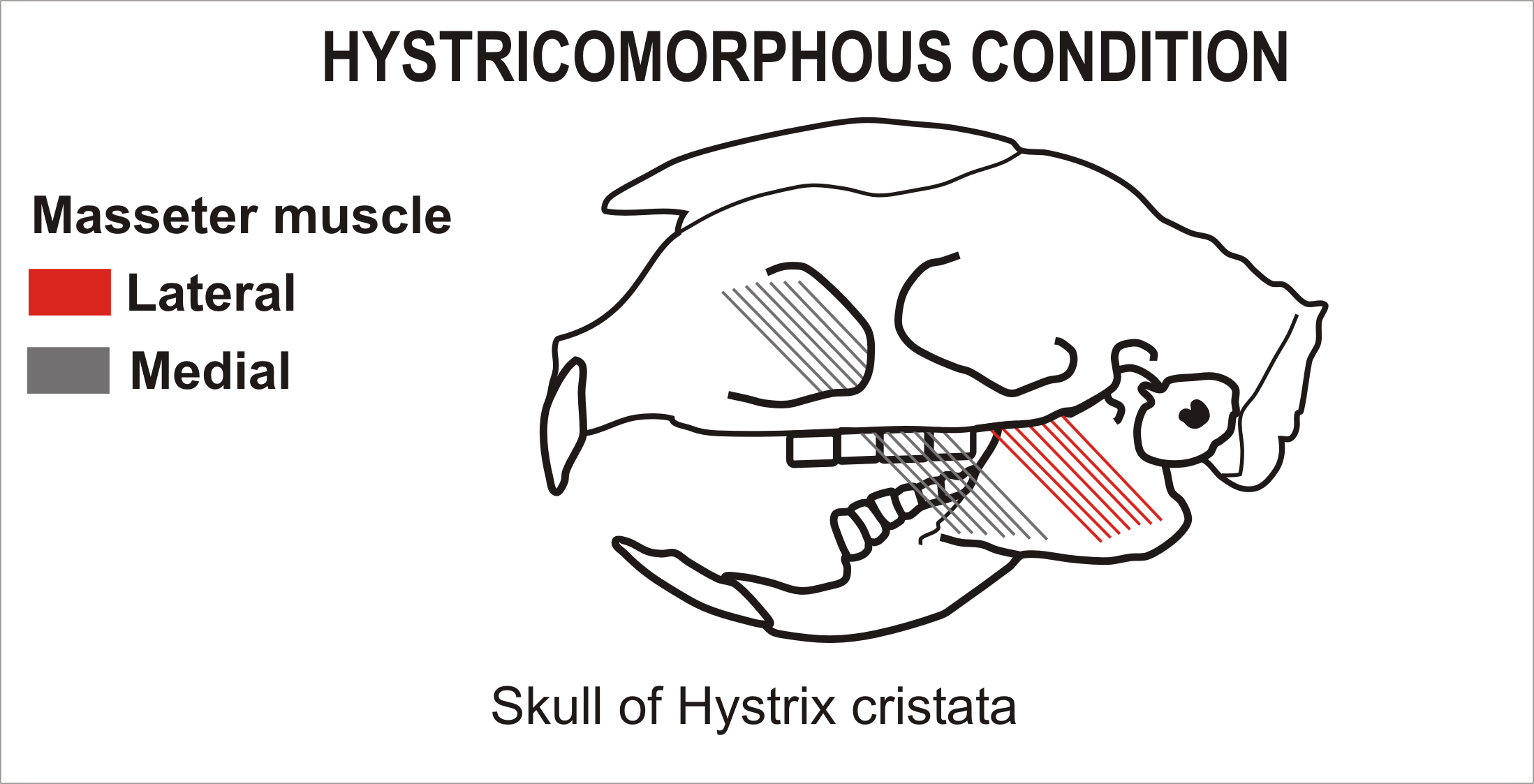
Fig.1

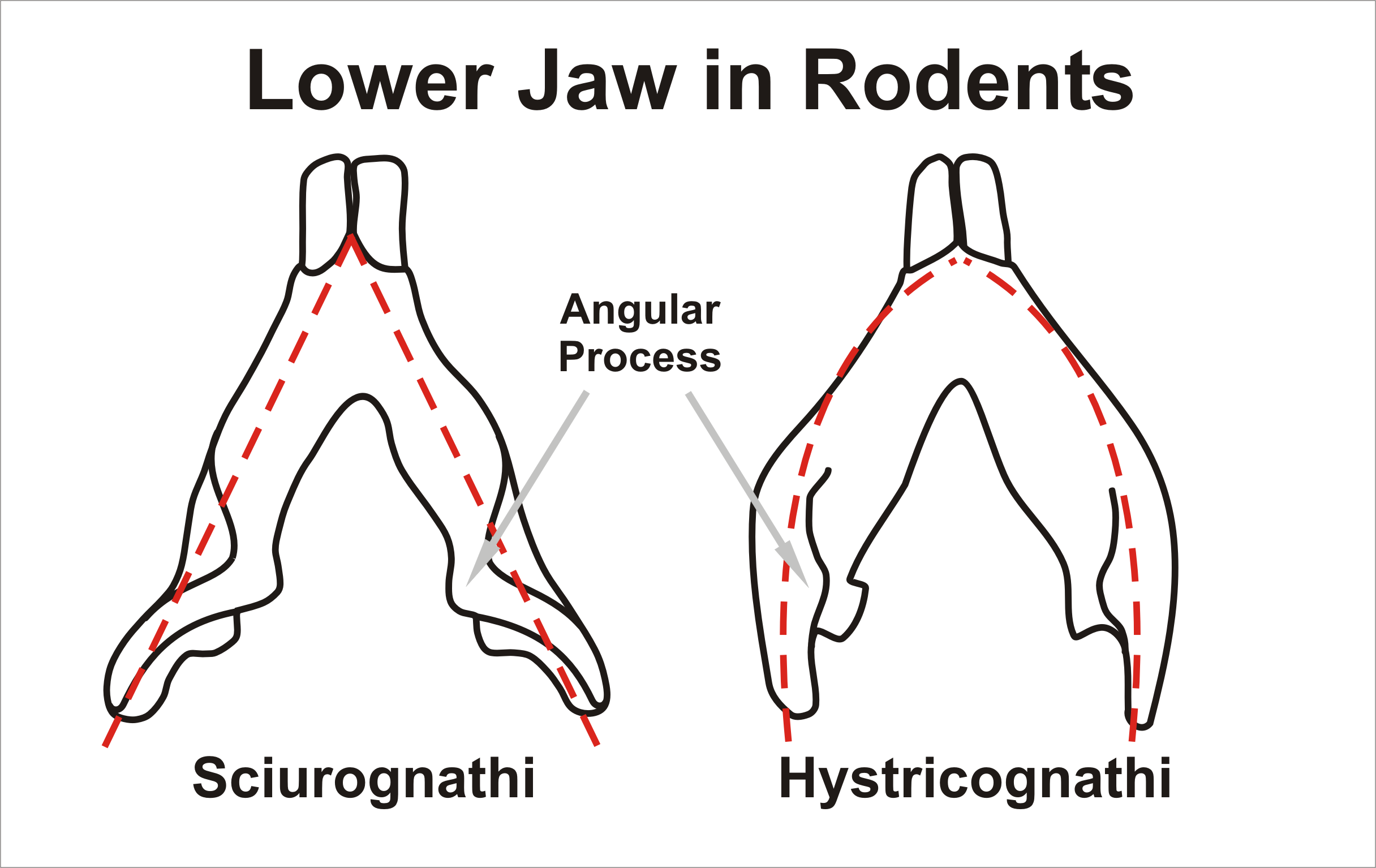
Fig.2

Ctenodactyloidea è una superfamiglia di Roditori che comprende i gundi, il ratto delle rocce laotiano e forme affini.

## Descrizione
La sottofamiglia comprende diverse famiglie estinte e soltanto due viventi, delle quali una, i Diatomiidi rappresentata da una sola specie relitta. Si ritiene che questo gruppo sia originato da una radiazione avvenuta in Asia nel Paleogene. I membri delle due famiglie recenti sono alquanto dissimili esternamente, tranne che per una coda folta e l'adattamento ad ambienti rupicoli. Le caratteristiche comuni invece comprendono la disposizione del muscolo massetere di tipo istricomorfo (Fig.1), la mandibola sciurognata (Fig.2), la presenza di un premolare in ogni semiarcata, le placche zigomatiche sottili disposte sotto il foro infra-orbitale di grandi dimensioni, dove passano fasci muscolari, la fibula fusa alla tibia e i piccoli ossicini dell'orecchio interno, incudine e martello, fusi tra loro.

### Distribuzione ed habitat
Le famiglie viventi sono diffuse in Africa e in Indocina.

## Tassonomia
- I molari sono a crescita continua.
  - Famiglia Ctenodactylidae
  - Famiglia Tamquammyidae†
- I molari possiedono radici.
  - Famiglia Diatomyidae
  - Famiglia Chapattimyidae†